# Liga e Parë 2009/10
Die Liga e Parë 2009/10 war die 65. Spielzeit der zweithöchsten kosovarischen Spielklasse im Fußball der Männer in der Saison 2009/10. Sie begann am 22. August 2009 und endete am 29. Mai 2010 mit dem 30. Spieltag. Meister wurde die KF Trepça’89, welche sich wie der zweitplatzierte KF Ballkani den Aufstieg in die Raiffeisen Superliga sicherte. Im Relegationsspiel um den Aufstieg in die Raiffeisen Superliga 2010/11 verlor KF Besiana 0:2 gegen den KF Vëllaznimi. Die Relegationsspiele um den Klassenerhalt gewannen KF Ulpiana (1:0 gegen KF Hajvalia), sowie KF Gjakova (4:1 gegen KF Dukagjini), welche sich somit den Klassenerhalt sicherten.

## Abschlusstabelle
| Pl. | Verein                 | Sp. | S  | U  | N  | Tore    | Diff. | Punkte |
| --- | ---------------------- | --- | -- | -- | -- | ------- | ----- | ------ |
| 1.  | KF Trepça’89 (A)       | 30  | 23 | 0  | 7  | 062:230 | +39   | 69     |
| 2.  | KF Ballkani            | 30  | 20 | 5  | 5  | 058:250 | +33   | 65     |
| 3.  | KF Besiana (A)         | 30  | 17 | 6  | 7  | 047:270 | +20   | 57     |
| 4.  | KF Fushë Kosova 1      | 30  | 16 | 5  | 9  | 042:230 | +19   | 53     |
| 5.  | KF Istogu (A)          | 30  | 13 | 4  | 13 | 040:380 | +2    | 43     |
| 6.  | KF Llapi               | 30  | 12 | 5  | 13 | 036:460 | −10   | 41     |
| 7.  | KF Lepenci             | 30  | 12 | 4  | 14 | 045:420 | +3    | 40     |
| 8.  | KF Feronikeli          | 30  | 12 | 4  | 14 | 048:550 | −7    | 40     |
| 9.  | KF 2 Korriku (A)       | 40  | 10 | 19 | 11 | 045:460 | −1    | 49     |
| 10. | KF Rahoveci            | 30  | 11 | 6  | 13 | 039:480 | −9    | 39     |
| 11. | KF Sharri (N)          | 30  | 12 | 3  | 15 | 038:500 | −12   | 39     |
| 12. | KF Drita (A)           | 30  | 11 | 5  | 14 | 051:510 | ±0    | 38     |
| 13. | KF Ramiz Sadiku (N)    | 30  | 11 | 4  | 15 | 042:490 | −7    | 37     |
| 14. | KF Ulpiana (A)         | 30  | 12 | 3  | 15 | 031:390 | −8    | 39     |
| 15. | KF Gjakova             | 30  | 11 | 2  | 17 | 039:530 | −14   | 35     |
| 16. | KF Vullnetari i UÇK-së | 30  | 3  | 3  | 24 | 026:730 | −47   | 12     |

Platzierungskriterien: 1. Punkte – 2. Direkter Vergleich (Punkte, Tordifferenz, geschossene Tore) – 3. Tordifferenz – 4. geschossene Tore

| (A) | Absteiger aus der Raiffeisen Superliga |
| (N) | Aufsteiger aus der Liga e Dytë         |

## Relegation
Aufstieg
KF Besiana erreichte den 3. Platz in der Saison 2009/10 und trat am 2. Juni 2010 gegen den 10. der Raiffeisen Superliga, KF Vëllaznimi, an. 
| Datum        | 10. Platz Raiffeisen Superliga | Ergebnis  | 3. Platz Liga e Parë | Tore                                         |
| ------------ | ------------------------------ | --------- | -------------------- | -------------------------------------------- |
| 2. Juni 2010 | KF Vëllaznimi                  | 2:0 (0:0) | KF Besiana           | 1:0 Atdhe Gashi (58.), 2:0 Atdhe Gashi (72.) |

Abstieg
KF Gjakova erreichte den 15. Platz in der Saison 2009/10 und trat am 3. Juni 2010 gegen den Drittplatzierten der Liga e Dytë, KF Hajvalia, an. Da KF Ulpiana den 3. Platz in derselben Saison erreichte, trat KF Ulpiana ebenfalls am 3. Juni 2010 gegen den Viertplatzierten der Liga e Dytë, KF Dukagjini an.
| Datum        |            | Ergebnis |              |
| ------------ | ---------- | -------- | ------------ |
| 3. Juni 2010 | KF Gjakova | 1:0      | KF Hajvalia  |
| 3. Juni 2010 | KF Ulpiana | 4:1      | KF Dukagjini |